# Santuario de Nuestra Señora de Bellmunt

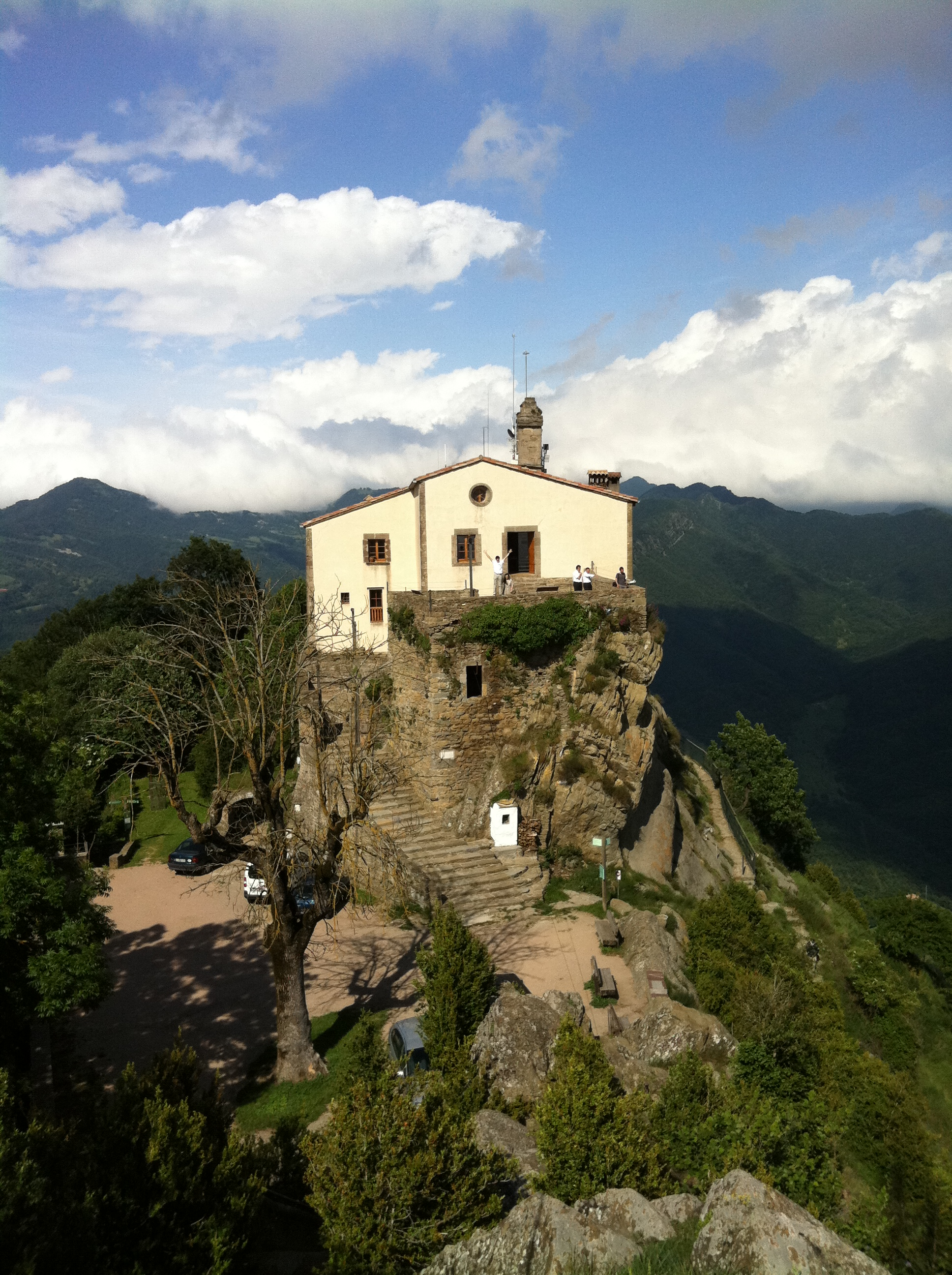
Santuario de Nuestra Señora de Bellmunt.

El santuario de Nuestra Señora de Bellmunt se encuentra en el punto más alto de la sierra de Bellmunt (Serra de Bellmunt), a 1246 m de altitud sobre el nivel del mar. Esta sierra, orientada de este a oeste, pertenece a los primeros contrafuertes del Prepirineo catalán y desde sus cimas se contempla la Plana de Vich, al sur, y una serie de cadenas montañosas que culminan al norte con el macizo de Rasos de Peguera, la sierra del Cadí y las cimas de Pedraforca y Puigmal.
Actualmente, el santuario, llamado en la comarca "de Bellmunt" o "Bellmunt" a secas, alberga un pequeño hostal y un restaurante, y se puede acceder desde San Pedro de Torelló, término municipal al cual pertenece, por una carretera asfaltada construida entre 1975 y 1985.

## Historia
En el siglo XI, el conde de Besalú, Bernardo I de Besalú, cede el castillo de Sa Reganyada, situado en este mismo lugar, a su hijo Guillem. Es la primera mención de una construcción, cuyos restos aún se encuentran frente al santuario actual, y que formaba parte de una línea de defensa que comprendía los castillos de Sa Reganyada, Curull y Besora. 
El castillo fue abandonado una vez perdido su valor estratégico, y en 1240 se hace mención por primera vez del santuario, aunque en 1219 ya se sabe de la existencia de una capilla dedicada a la Mare de Déu de Bellmunt (Beatae Mariae de Pulchro Monte). En 1392 se habla por primera vez de ermitaños que hacen colectas; en 1554 celebran una misa cada domingo y en 1557 se amplía la capilla y se construye una vivienda para el ermitaño y un albergue. A lo largo de los años sufre varias profanaciones (1822, 1835 y 1936) y diversos destrozos causados por las inclemencias del tiempo, hasta que en 1982 la Diputación de Barcelona emprende las reformas que han dado lugar al actual santuario, hostal y restaurante.
La imagen que se conserva de la Virgen es una estatuilla de alabastro pintado de 22 cm. También recibe el nombre de Virgen de las Aladas (Verge de les Alades), por las bandadas de hormigas aladas que suben a finales de verano a morir al santuario.

## Galería de imágenes

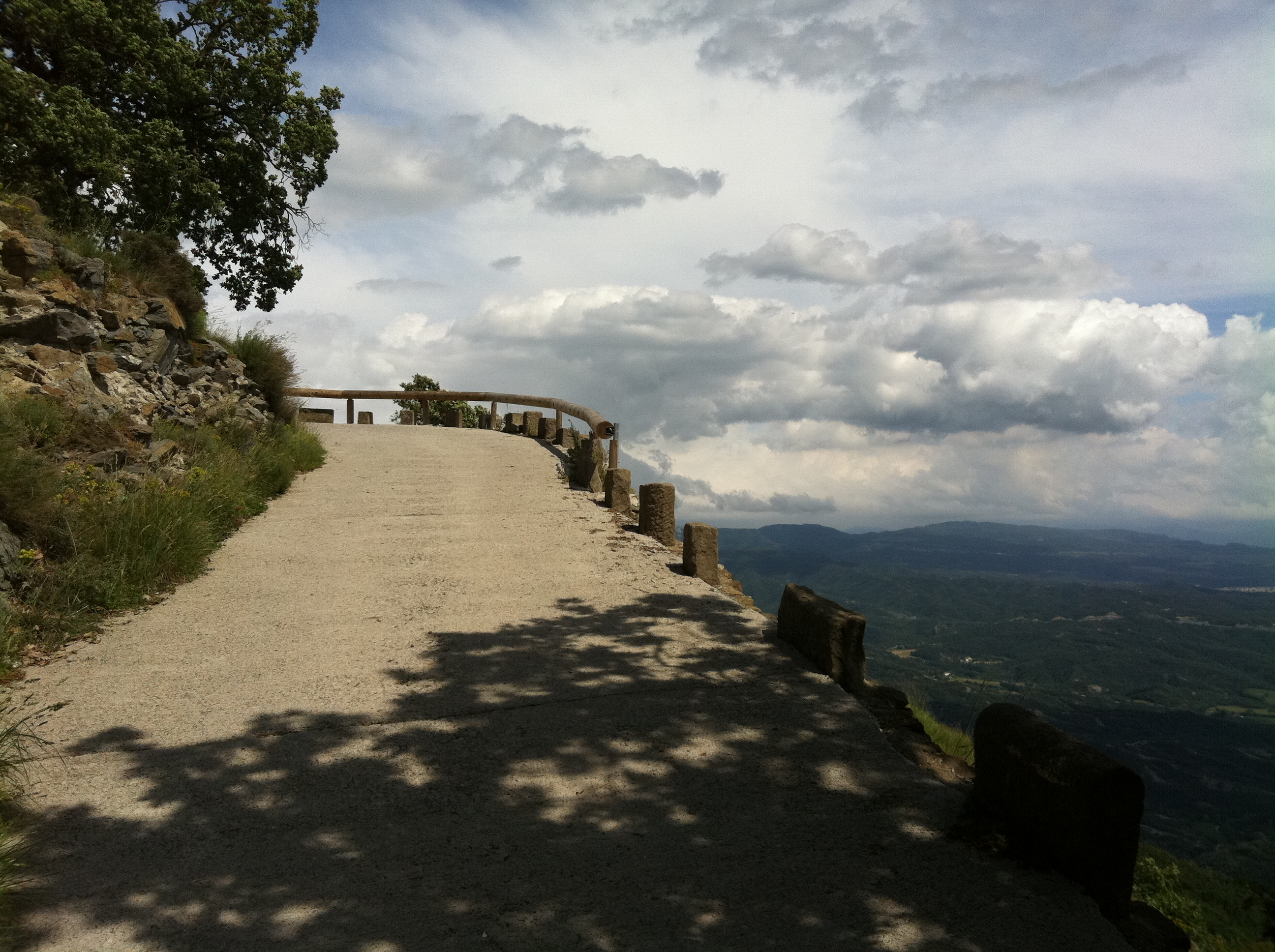
Subida al Santuario
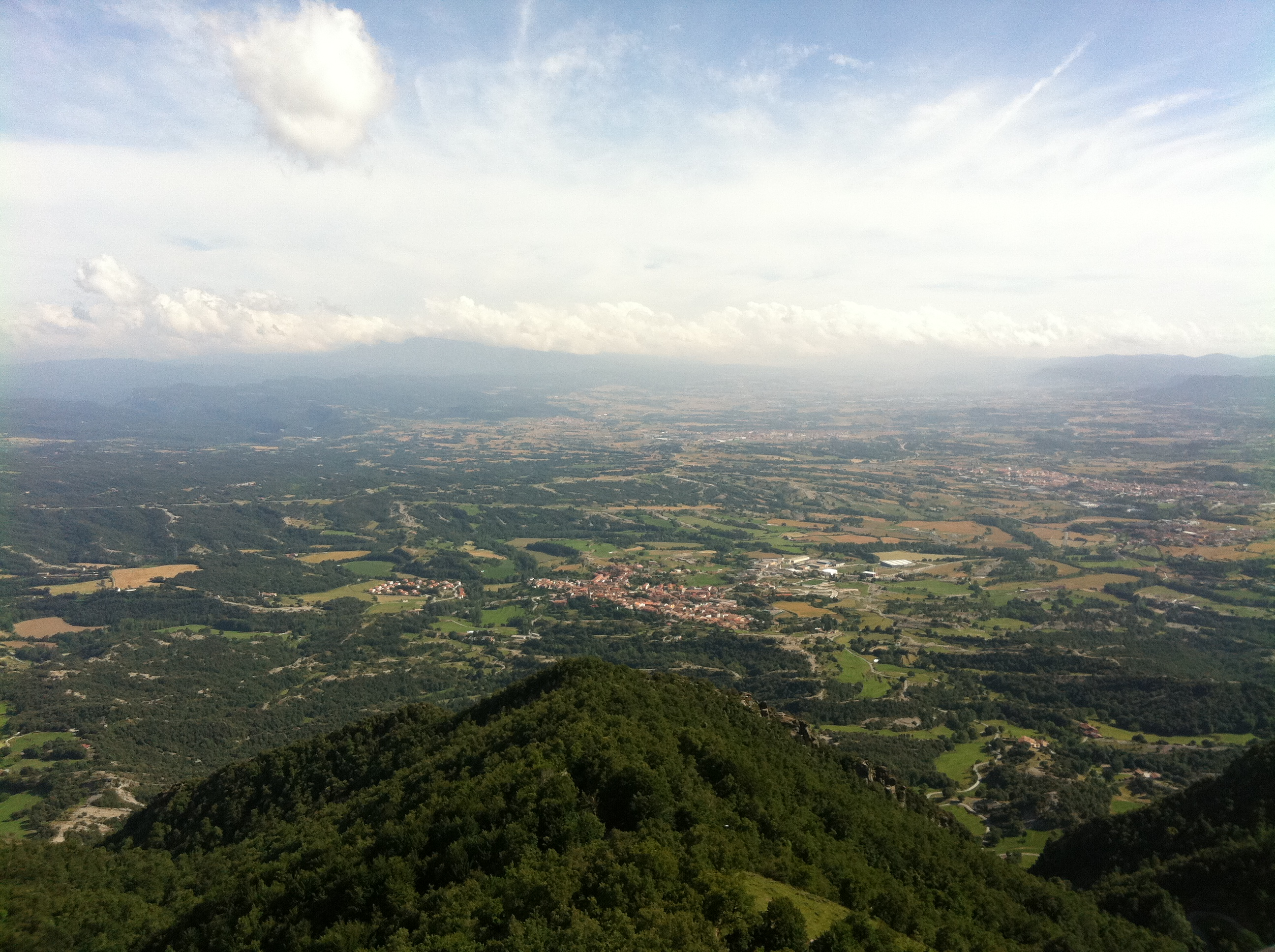
Vista general de la plana de Vich
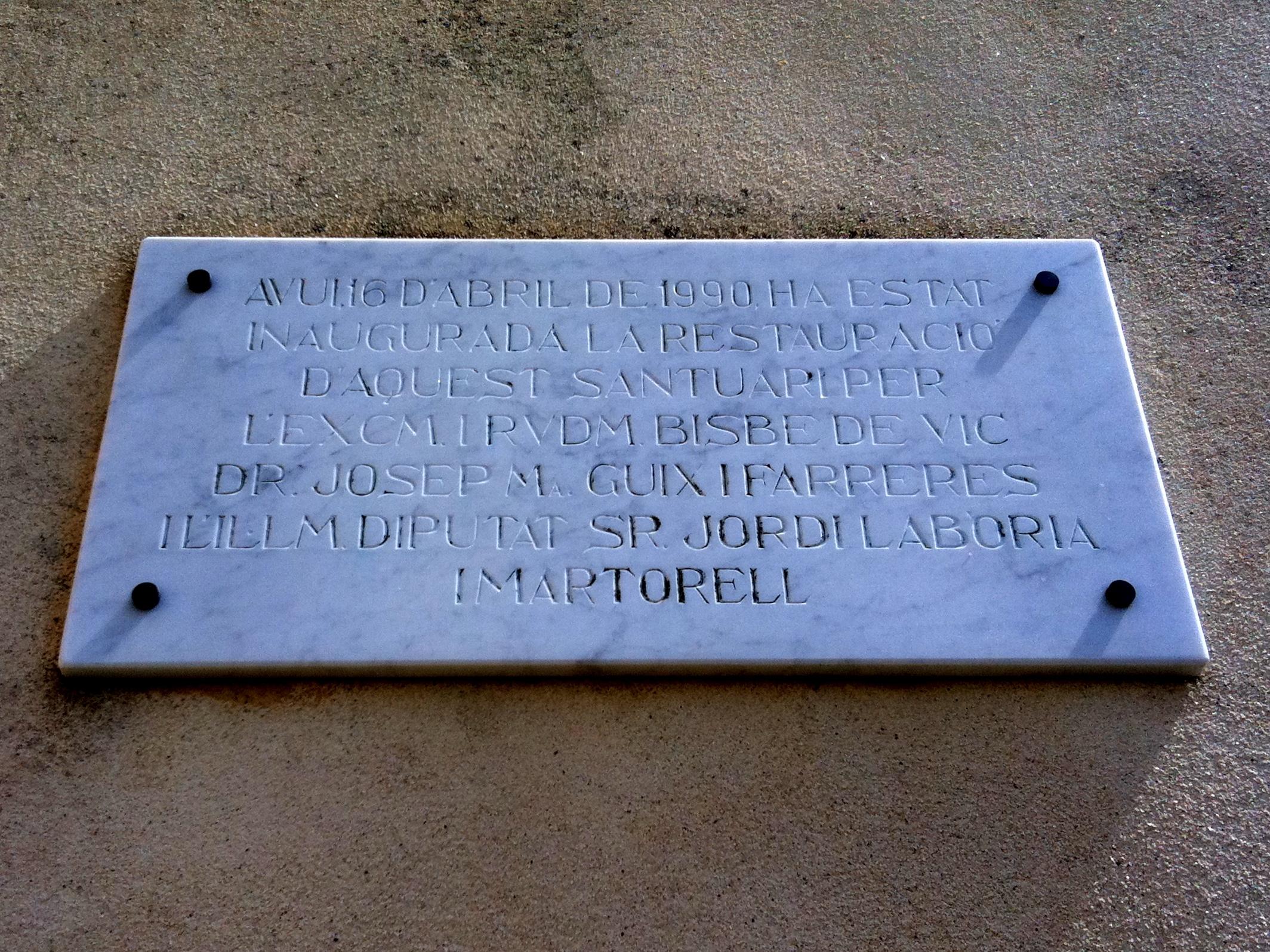
Placa reinauguración
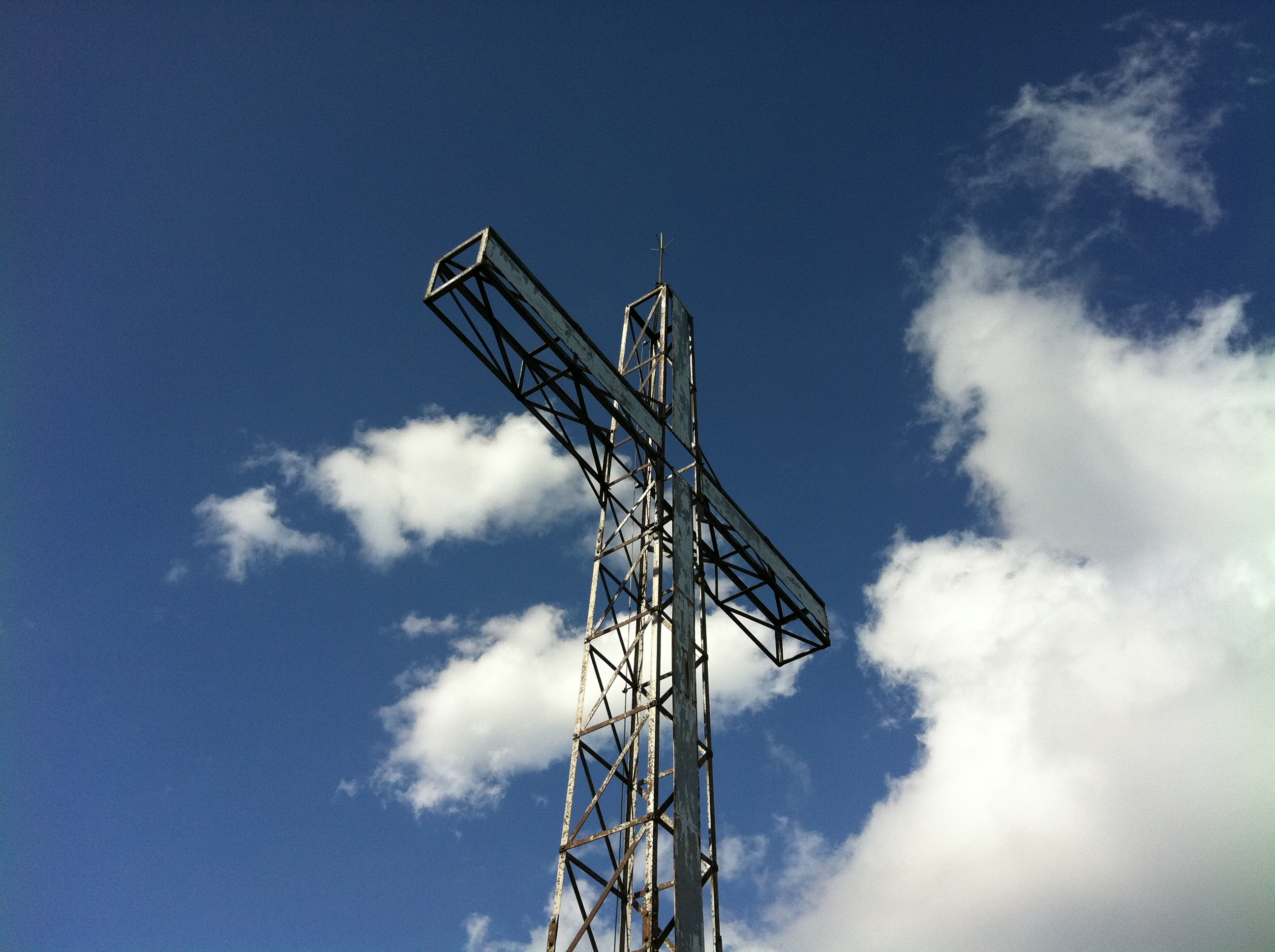
Cruz de hierro al lado del Santuario